# Aranos
Aranos es una ciudad de la región Hardap en Namibia. En agosto de 2011 tenía una población censada de 3683 habitantes.
Se encuentra ubicada en el centro-sur del país, cerca de la frontera con Botsuana y Sudáfrica.